# Marina Bravo

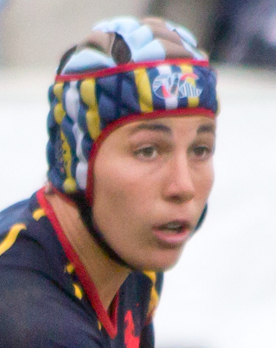
Marina Bravo, em uma partida contra a Itália

Marina Bravo (2 de julho de 1989) é uma jogadora de rugby sevens espanhola.

## Carreira
Marina Bravo integrou o elenco da Seleção Espanhola Feminina de Rugbi de Sevens, na Rio 2016, que foi 7º colocada.